# Város a levegőben
A Város a levegőben regényt Jules Verne 1896. január 29. és április 30. között írta. Először folytatásokban a Magasin d'éducation et de récréation folyóirat közölte 1901. január 1. és június 15 között, majd La Grande Forêt (A nagy erdő) címmel Pierre-Jules Hetzel adta ki könyv formájában 1901. július 11-én Párizsban.
A regény Verne írói válasza, megoldása a Charles Darwin elmélete kapcsán fellángolt és a könyv megjelenésekor tudományosan még el nem dőlt vitára: az ember a majomtól származik-e. Keresték a bizonyítékor, a hiányzó láncszemet a majom-ember kapcsolathoz. Verne fordításban olvasta Darwin A fajok eredete (1859) könyvét.
Az új könyvem címe "A nagy erdő" vagy "Város a levegőben" lesz. Ebben megvizsgálom Afrika egyenlítő környékén élő majmainak szokásait, ahogyan Garner tette a Libreville-i kutatásai során, ám a következtetést, amelyet alátámasztok, teljesen ellentéte Darwin elméletének. Megpróbálom rekonstruálni a legértelmesebb majmok és a legkezdetlegesebb emberek közti fajt. [...] Széles körűen és szórakoztatóan foglalkozom a kérdéssel, és mindenesetre messze vagyok attól, hogy ugyanazt a következtetést vonjam le, mint Darwin, akinek az elképzeléseivel egyáltalán nem értek egyet.

## Tartalom
A mai Kongók területén játszódó történetben egy elefántcsontvadász és két vele tartó utazó történetét ismerhetjük meg, akit egy helybeli kalauzol. Az egyik utazó a felett kesereg, hogy semmi rendkívüli kaland nem esett meg velük. Ezt követően Verne egyik kalandból a másikba kényszeríti, sodorja a szereplőket, amíg el nem jutnak a levegőbe épült városba, ahonnan nincs kiút.
|  | Alább a cselekmény részletei következnek! |

A portugál kereskedő, Urdax, expedíciót vezet a mai Kongó területén, a célja elefánt-agyarak begyűjtése. Az úton kisérője két barát, a francia Max Huber és az amerikai John Cort. Vezetőjük Khamis, egy bennszülött. Útközben megmentettek egy gyereket is egy emberevő törzs vacsorájáról, így a tizenéves Llanga is a csapat tagja. A karavánt ötven néger szolga segíti.
Huber folyamatosan panaszkodik, lassan visszatérnek az indulási helyükre, és még semmi rendkívüli kalandjuk sem volt. Egyik este letáborozás után a közeli, sűrű, áthatolhatatlan erdőben fáklyák mozgását veszik észre. Megijednek, hogy egy nagyobb, emberevő törzs mozog arra, félnek, hogy rájuk találnak. Elindulnak kikémlelni a vélt ellent, ám a veszély máshonnan érkezik. Száguldó elefánt-csorda, több száz állat vágtat el az erdő mellett, pont feléjük tartva. Menekülnek fel a fára, de a dühödt elefántok gyökerestül tépik ki azt. Sikerül bemenekülniük az erdőbe, ahová az elefántok már nem tudnak utánuk menni. A begyűjtött elefánt-agyarakat féltő Urdax az elefántok patái alá kerül, halálra tapossák. Megsemmisül a szekerük is, amin utaztak, a szolgák szétfutottak, csak az maradt meg, ami náluk vagy rajtuk volt, így néhány fegyver is kevés számú lőszerrel.
Az eredeti tervük az volt, hogy a szekérrel járhatatlan erdőt megkerülik, gyalog azonban a rövidebb utat választják, elindulnak befele az erdőbe mind a négyen: Huber, Cort, Khamis és Llanga. Napokon át haladnak, hol könnyebben, hol a növényzetet leküzdve. Amikor egy széles csapást találnak, belefutnak két mérges orrszarvúba, akik rájuk támadnak. Az egyik olyan dühödten rohan rájuk, hogy nem tud időben megállni, beledöf az élő fába és nem tudja kihúzni onnan az agyarát, a vándorok így menekülnek meg.
Reményeik valóra válnak, az Ubangi őserdőben folyóra akadnak, amin lecsorogva célba és haza érnének. Már készek tutajt ácsolni, amikor Huber rálel egy korhadó csónakra, majd hamarosan egy fura kunyhót találnak, amelynek az egyik fala rács. A kunyhó elhagyatott, csak a fémedények maradtak meg, épen. Találnak egy elrejtett jegyzőkönyvet, amelyből kiderül, hogy ki járt ott előttük.
Doktor Johansen táborának romjai felett állnak, Johansen azért költözött a dzsungel közepébe, hogy ott összebarátkozzon a csimpánzokkal és gorillákkal, és megtanulja beszédüket. Pár bejegyzés után megszakad a napló, az utolsó bejegyzés is már három éves.
A folyón, amelyet tisztelgésképp Johasenről neveznek el, megindulnak otthonuk felé. A folyó partján majmok gyülekeznek, akik tárgyakat hajigálnak a csónak felé. Sőt, a behajló ágakról megpróbálnak a csónakba ugrani, a kis csapat szinte a összes lőszerét elhasználja, hogy elriassza őket. A vízből is támadás éri őket egy vízilónak köszönhetően. Llanga kiment egy gyereknek látszó élőlényt a folyóból, aki inkább majomnak tűnik, az utazók hosszan vitatkoznak, hogy a lény majom vagy ember. Llanga embernek tartja, a két európai ingadozik, Khamis magára nézve találja sértőnek a feltételezést, hogy ember lenne.
A csónakot elkapja a folyó egyik későn észrevett vízesése, odavész minden.
Khamis, Huber és Cort egy tisztáson tér magához, találgatják, hogy kerülhettek oda. Nincs semmijük, de valaki egy adag húst hagyott hátra számukra. A sűrűből egyetlen ösvény vezet kifele, azon indulnak el. Egy bolyongó fáklyafényt pillantanak meg, amely előttük halad, az utat mutatva. Amikor a három férfi megáll pihenni, a fény is. Így vezetik őket napokon át, reggelente mindig találnak élelmet a közeli ágakra aggatva. Egyik nap vezető nélkül maradnak, önállóan indulnak el, és rátalálnak a rájuk váró lényre, akit Llanga mentett ki a folyóból, akiről úgy vélték, a vízesésnél életét vesztette.
A lényhez számos társa csatlakozik, akik arra kényszerítik a három férfit, hogy velük tartsanak. Két fa köré épült lépcsőn felkapaszkodnak a magasba és meglátják a fák tetejére épült várost, a várost a levegőben. A fák koronaszintjén kialakított, jól aládúcolt felületre fél méter vastag földréteget terítettek. Ezen áll számos kalyiba. A lények két lábon járnak, beszélnek. Ahogy felérnek, Llanga szalad eléjük – ő is túlélte a vízesésnél történt balesetet. Az általa megmentett kis lény neve Li-Mai, aki a Vagdi törzs tagja.
Várakozásunkkal ellentétben nem kapunk részletes leírást a faluról, sem annak létrejöttéről. Miközben a három férfi csodálkozik, értetlenkedik és sikertelenül próbál kapcsolatokat építeni a falu lakóival, annyit tudnak csak meg, hogy a falu királya Mszelo-Tala-Tala, a Tükörszemű Atya. Minden erőfeszítést megtesznek az utazók, hogy találkozzanak vele, de ez épp úgy nem sikerül, ahogy ne engedik, hogy leereszkedjenek a földfelszínre.
Bő hónap múlva ünnepséget tart a falu, a királyi palota előtt gyűlnek össze, táncolnak fülsértő zenéjükre. Időről időre egy kintornán A bűvös vadász egyik keringőjét játsszák le, a három utazó döbbenetére. Órákon át tart az ünnepség, a három férfi már rém türelmetlen, amikor végre megjelenik a király is. Akit egy díványon hordoznak körbe. A hatvanéves, elhízott férfiban Cort Johansenre ismer, aki viszont nem adja jelét, hogy feltűnt volna neki a két európai férfi.
Az ünnep utáni éjszaka bódulatát kihasználva a három férfi behatol a palotába, amely valójában csak két szobából áll. Rátalálnak Johansenre, rádöbbennek, hogy a férfi megőrült, nincs kapcsolata a világgal. Azzal a lendülettel, ahogy kirontanak a palotából a lefele vezető lépcsőhöz mennek, ahol a szintén ünnepségtől kábult őrök megpróbálják feltartóztatni őket, de a visszakapott puskáikat használva átvágják magukat.
Az Ubangi partján elkötik a törzs egyik csónakját, és a folyón át, amely a Kongóba torkollik, visszatérnek Libreville-be.
|  | Itt a vége a cselekmény részletezésének! |

## Fejezetek
1. A hosszú kirándulás.
2. A bolygó tüzek.
3. A végpusztulás.
4. Az őserdőben.
5. Az első nap.
6. Előre, délnyugatnak!
7. Az üres kunyhó.
8. Doctor Johansen.
9. A Johansen-folyón lefelé
10. Ngora!
11. Márczius 19-dike.
12. A fák alatt.
13. A város a levegőben.
14. A Vagdi-törzs.
15. Három heti tanulmányozás.
16. Ő Felsége Mszelo-Tala-Tala.
17. Johansen doctor története.
18. Erőszakos megoldás.

## Értékelés
„A Falu a levegőben (Le Village aérien, 1901) egy egzaltált német doktor kísérlete a kongói állatemberek megfigyelésére és kiművelésére. A kísérlet nem sikerül, mert a doktor maga hasonul át alattvalói képére. Dr. Johansen, a «Tükör apó» csak annyiban rokona a Bégum német professzorának, hogy ő is különleges elhivatottságot érez; de gyöngébb, ártalmatlanabb és iróniát érdemel csak, nem gyűlöletet. A már-már elfáradó öreg író el tudja képzelni, hogy van valami jó is az eszelős doktor nirvánájában: «Ami pedig a német doktort illeti, az ott maradt eszétől megfosztva, s föltéve, hogy egyszer mégis visszanyerné öntudatát, ki tudja, vájjon nem sajnálkozással gondolna-e vissza arra az időre, mikor Tükör apó Mselo-Tala-Tala néven fáradság nélkül uralkodott, s vajon nem fog-e eszébe jutni, hogy azokat a félértékű embereket Németország alattvalóivá tegye?»A regény rejtelmes hangulata, kesernyés humora itt-ott Conan Doyle, Rider Haggard vagy Wells regényeire emlékeztet.“
A regény érdekes, az egyik utolsó, amelyben Verne összegez és a vernei sztereotípiák szinte teljes gyűjteményét mutatja fel. Jules Verne, korának tanúja, szolgálta a közönséget, és tudta, mire számít a kiadó és az olvasói. Bizonyos részletek azt mutatják, hogy helyesbítette bizonyos régi nézeteit: az elefántcsont-kereskedelem vadászának a halálát a természet okozta büntetés jelenti, majdnem isteni büntetésként lehet értelmezni. Az antropológiai elméletekről szóló előadások, amelyekben a szerzőket név nélkül idézi Linnét és Carl Vogt-ot, a XIX. század végi gondolkodás hű lenyomata. A regény kísérlet a Darwin evolúcióelméletének érthetővé tételére, egyszerűsítése és így kikarikírozására.
Ez a könyv könnyen olvasható, még gyermekek számára is; de a XXI. században általánosan elfogadott nézetek szerint rasszista. Jules Verne összehasonlítja és egyformának találja a fekete felnőtt férfi intelligenciáját egy hatéves fehér fiú intelligenciájával. Nem szabad elfelejteni azt a tényt, hogy Jules Verne a rabszolgaság ellen volt: lásd például az Észak Dél ellen című könyvét. Alapvető fontosságú, hogy ne felejtsük el, hogy az író, mint bárki más is, mindenekelőtt korának szokásai szerint él, alkot. Ezt a regényt sem lehet és szabad a XXI. század nyugati mentalitása alapján megítélni.

## Szereplők
- Urdax, portugál elefántvadász, kereskedő
- Max Huber, francia
- John Cort, amerikai
- Khamis, bennszülött, karaván vezető
- Llanga, bennszülött fiú
- Msélo-Tala-Tala, a vagdi törzs királya
- Li-Mai, gyerek a vagdi törzsből
- Lo-Mai, Li-Mai apja
- La-Mai, Li-Mai anyja
- Raggi, a vagdi törzs tagja
- Kollo, a vagdi törzs tagja

## Érdekességek
- A kitalált Johanes elődjeként Verne a valóban létező Gartnert nevezi meg.[7]

- „[Gartner] … newyorki Hayser's Weekly czímű folyóiratban közre adott czikkeire és nevezetes könyvére, melyet francziára, németre, sőt magyar nyelvre is lefordítottak az angol eredetiről.“[8]

- A fiú tíz éves lehetett, de már izmos kis ficzkó volt és szinte alig hitte az ember, hogy szerecsen. A bőre csaknem világos volt, a haja szőke és nem gyapjas fekete, az orra nem tompa, hanem hajlott sasorr, az ajka nem duzzadt, hanem vékony és finom metszésű; a szeme csupa okosság volt.[9] Llanga jellemzése alapján nehéz elhinni, hogy bennszülött volna. A leírás mutatja, Verne a külső jellemzőkkel erősítik a pozitív szereplőket.

- Jules Verne észlelte a gyarmatokon történő visszáságokat. Szóvá teszi a britek szerepát a kínai ópium-kereskedésben (Nyolcvan nap alatt a Föld körül) elítéli az angolok népírtás gyakorlatát Indiában (A gőzház) vagy  Ausztráliában és Tasmaniában (Branicanné asszony).

- Mindamellett az elefánt végzete kikerülhetetlen: a napjai már meg vannak számlálva. Szenvedélyes kapzsisággal vadásszák, mivel egy-egy elefánt agyara átlag száz frankot ér. De Foa becslése szerint évente mintegy 40,000 darabot lőnek csak Afrikában, s ha ezt így folytatják, félszázad múlva már egyetlen egyet sem lehet találni.[10]

- A regényben leírt elefánt-támadáshoz nagyon hasonló szerepel A gőzház (XIV. fejezet: Százan egy ellen) regényben is.

- Khamis foglalkozását Verne forelopernek nevezi, ahogy a Három orosz és három angol kalandjai regényben az ottani karavánvezetőét. Verne több mint húszezer jegyzetet készített, amelyeket folyamatosan és újra felhasznált regényei írásakor.

- A kort jól jellemzi, hogy a tudományt kiemelten fontosnak tartó író komolyan vette a következőeket is: "Ez a rengeteg határos a Niam-Niam területtel, a hol Schweinfurth és Junker oly emberekre bukkantak, a kiknek farkuk volt, mint a majmoknak. S feljebb, éjszakon, Ituri környékén, Stanley törpékre akadt: egy méternél alacsonyabb emberekre, akikből Lhyd Albert misszionárius is vagy tízezerre bukkant Uganda és Kabinda közt, a nagy fákon, a hol laktak és kunyhóikat építették... S nem ezen a vidéken laktak-e a vambuttik, batinák, akkák és bazunguk, ezek a 90-130 czentiméter magas szerecsenek..."[11]

- Ez a könyv volt talán az egyik inspiráció forrása Edgar Rice Burroughs írónak, a Tarzan alkotójának. Burroughs kevésbé szigorú, mint Verne, majom embereinek farka van, ami egy tudós számára zavar: csak a gorilla, a csimpánz, az orangután és az ember közös ősének volt farka.  Verne ragaszkodik ahhoz a tényhez, hogy a gorillának és a csimpánznak nincs farka, ellentétben más majmokkal.

- Arthur Conan Doyle olvasta a regényt, hatással volt rá Az elveszett világ (1912) írásakor. Amely regény egyik alapja lett Michael Crichton Jurassic Park filmjének.

- Verne regénye A majmok bolygója filmek előfutára is.

- Az első alkalom, amikor Verne munkájában majom jelenik meg, a Monsieur de Chimpanzé (1858). A rejtelmes sziget regényben Jup, az orángután emberi tulajdonságokat vesz fel [12]

### Darwinizmus és katolicizmus
Jules Verne többször idézi Darwin elméletét. Elfogadja annak logikáját, és ragaszkodik a ténykhez, de vitatja, hogy soha nem fogjuk megtalálni a hiányzó kapcsolatot az ember és a majom között.
„Már Garner tanulmányai előtt is tudvalévő dolog volt, hogy az emlősök némelyikének (például a kutyának is) egészen olyan alkotású torka és gégéje van, mint az embernek, tehát ha tudna, vagy rászorulna, beszélhetne is. De tudva lévő dolog volt az is, hogy a gondolat, illetőleg gondolkodás, mindig megelőzi a beszédet. Hogy beszélhessünk, gondolkodnunk kell, a gondolkodás pedig föltételezi az okoskodást, a logikát és következtetést, ez a tehetség pedig nincs meg az állatokban. Beszél a papagály is, de egy szót sem ért abból, a mit mond. Szóval az az igaz, hogy az állatok csak azért nem beszélnek, mert a természet nem adott nekik hozzá elegendő értelmet: mert máskülönben mi sem gátolná őket, hogy beszéljenek. Garner professzor azonban mit sem törődött e józan igazsággal.“
„De John Cort mindjárt észrevette, hogy az állat nem négykezű, hanem kétkezű, mert a lábai járásra valók voltak: - míg ellenben a többi majmok mind négykezűek, s a lábaik is kapaszkodásra, fogásra valók. E különös teremtés lábain a hüvelykujjak nem voltak szembeállíthatók a többi ujjakkal, tehát nem is foghatott velük. Ezért volt kétkezű: már pedig Blumenbach általánosan elfogadott osztályozása szerint a kétkezű állatok rendjének csak egyetlen képviselője van - az ember.“ Johann Friedrich Blumenbach német orvos, természettudós, élettani és antropológus volt.
Verne két könyvében – A névtelen család és A Jonathan hajótöröttei – nagy szerepet kap katolikus pap, igaz, a skót-egyház papja (Antifer mester csodálatos kalandjai) már nem egyértelműen rokonszenves figura. A misszionáriusok munkáját fenntartás nélkül dicséri „… a misszionáriusok mindent elkövetnek, hogy akár erővel, akár pénzért minél több gyermeket megmenthessenek ettől a szörnyű sorstól; misszióikba viszik, a Sziramba-folyó partjaira, s ott keresztény hitben nevelik őket.“ vagy „A misszionárius atyák … bátran indulnak szent munkájukra és Isten nevében a halállal is daczolnak, csak hogy megtéríthessék e fenevadakat.“, ahol a fenevadak a bennszülöttek.

### Csimpánz Úr
A Monsieur de Chimpanzé (Csimpánz Úr,  1858) operett, amelynek szövegét Jules Verne írta Aristide Hignard zenéjére, az első előadás 1858. február 17-én zajlott a Bouffes-Parisiens-ben 
A Rotterdami Múzeum tudós, Van Carcass a fejébe veszi, hogy házába fogad egy csimpánzt, hogy megfigyelje az állat reakcióit emberi környezetben. De a majom, amelyet beenged az otthonába, nem más, mint Izidore, antropológus, csimpánz bőrbe öltözve. Izidore így szeretne közel kerülni Etamine-hoz, Van Caracas lányához, akibe szerelmes, de az apja eltiltotta tőle. A negyedik szereplő, Baptiste, a Van Caracas ház szolgálója.
Az operettet humor lengi át, néhol féktelen is. A játék szereplői hosszú monológokat mondanak, komikus hibákat vétenek, illogikusan cselekszenek. A Monsieur de Chimpanzé egyike volt azoknak a műveknek, amelyek a Bouffes-Parisiens híressé tették, az operett körülbelül tizenöt előadás ért meg.

Egy évvel az 1857-es házasságkötése után írta Verne a Monsieur de Chimpanzé-t. Meglepő véletlen egybeesés, a színdarab egyik húzó mondata a "Majommal kell házasodni“ lett.
Vernének haláláig fenntartással volt a házassággal szemben. Kétségtelen, hogy a Honorine de Viane-nal kötött házassága nem volt pozitív hatással nő-kerülésére. Van Carcass mondja a lányáról: „A gyermekkorában a teremtés legérdekesebb állataival vettem körül, miközben arra vártam, hogy megtalálja a férjét.“

## Magyar kiadások
- Falu a levegőben, Tolnai Nyomdai Műintézet és Kiadóvállalat Rt., fordító: Dr. Mikes Lajos, grafikus: Geiger Richárd
- Falu a levegőben, fordító Mikes Lajos, grafikus: Geiger Richárd, Magyar Kereskedelmi Közlöny, 189?
- Város a levegőben, Franklin-Társulat, Budapest, 1902, fordította: Zigány Árpád
- Város a levegőben, Alexandra, Pécs, ISBN 9638409967, fordította: Zigány Árpád
- Város a levegőben, Unikornis, Budapest, 2002, ISBN 9634274528, fordította: Nagy István
- A majmok birodalma, Teuro, Budapest, 2002, ISBN 963862843X, fordította: Mikes Lajos (vagy ISBN 9789638628435)

## Feldolgozás
A regényből képregény készült 2015-ben Eric Rückstühl rajzaival, Marc Jakubowski forgatókönyve alapján.